# Charles Lyell
Charles Lyell (Kinnordy, Escòcia, 14 de novembre del 1797 - Londres, 22 de febrer del 1875) va ser un científic escocès, un dels creadors de la moderna geologia i molt influent en el pensament científic general i en la branca de l'uniformisme en particular.
Era fill d'un botànic que l'orientà a l'estudi de la natura. Tanmateix, Lyell va estudiar lleis a Oxford i acabà aquests estudis el 1816, però va dirigir els seus afanys a la geologia. El 1831, va publicar la primera edició de la fonamental obra Principis de geologia, un dels llibres que van influir més en la concepció de la teoria de l'evolució per selecció natural del seu amic Charles Darwin, en què establia que el present és la clau del passat. Cap al 1840, va viatjar per Europa (el Pirineu, Sicília...) i els Estats Units i el Canadà. Va centrar els seus estudis en l'estratigrafia, el vulcanisme, les glaciacions i la paleontologia.
Va morir el 1875 i, com a home il·lustre, va ser enterrat a l'abadia de Westminster. Més modernament, també se li ha dedicat el nom d'un cràter de Mart.

## Obra

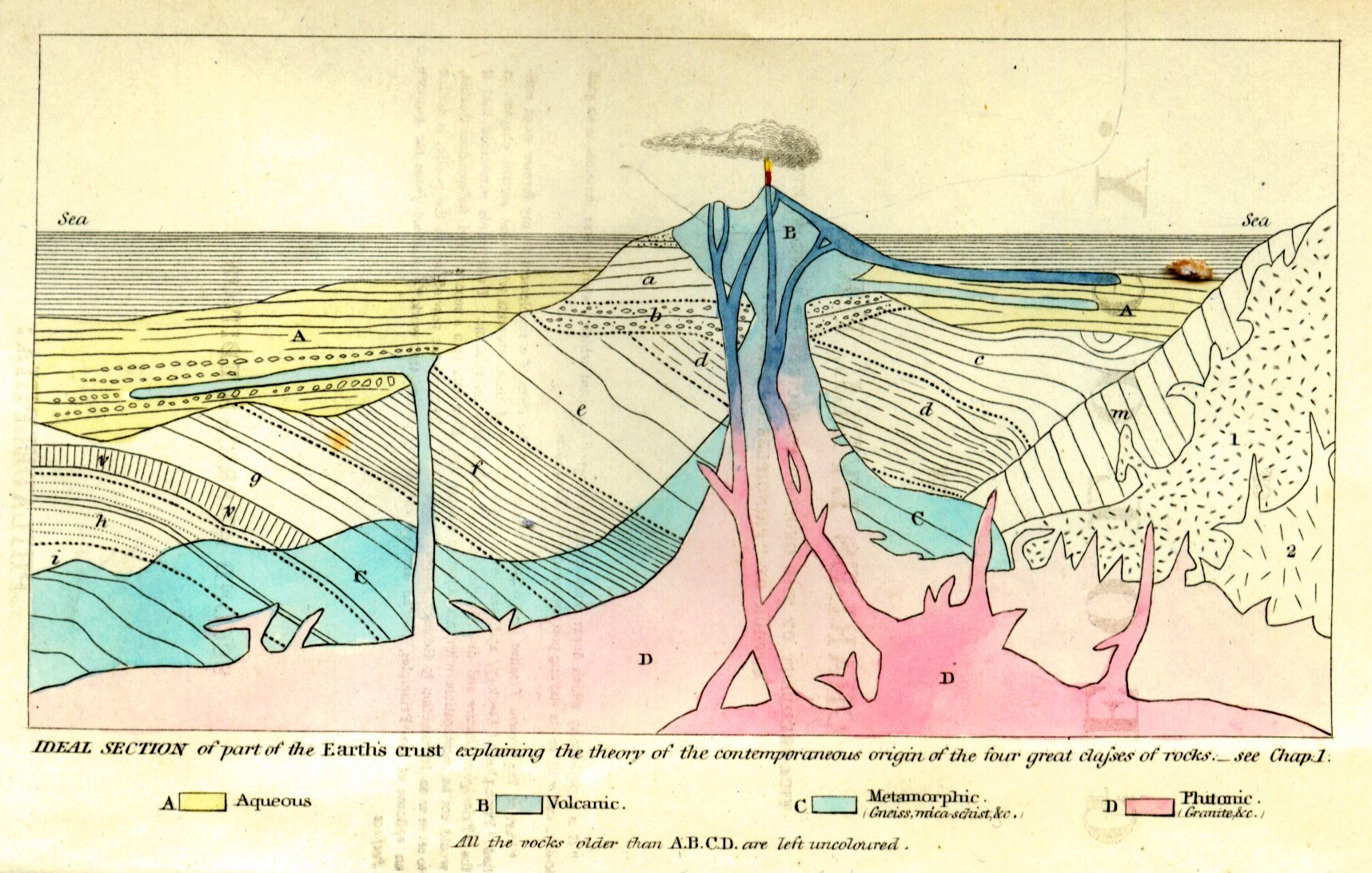
Il·lustració de Principles of Geology

Principis de la geologia, publicada entre 1830 i 1833 en diversos volums, és la seva obra més destacada. Segons la tesi uniformista, ja formulada per James Hutton, el pare de la geologia moderna, la Terra s'hauria format lentament al llarg d'extensos períodes i a partir de les mateixes forces físiques que avui regeixen els fenòmens geològics (uniformisme): erosió, terratrèmols, volcans, inundacions, etc. Aquesta idea s'oposa al catastrofisme, tesi segons la qual la Terra hauria estat modelada per una sèrie de grans catàstrofes en un temps relativament curt.
Altres obres escrites per Lyell són:
- Lyell, Charles. Principles of geology, Volum 1 (en anglès). 4a edició.  Londres: John Murray, 1835.
- Lyell, Charles. Eight Lectures on Geology: Delivered at the Broadway Tabernacle in the City of New York (en anglès).  Nova York: Greeley & McElrath Tribune Office, 1842.
- Lyell, Charles. Travels in North America, in the years 1841-2: with geological observations on the United States Canada, and Nova Scotia (Vol. I) (en anglès).  Nova York: Willey & Putnam, 1845.
- Lyell, Charles. Elementos de geología (en castellà), 1847.
- Lyell, Charles. The Student's Elements of Geology (en anglès).  Nova York: Harper & Brothers, 1871, p. 640 pàgines.